# Seminole, Florida
Seminole är en stad (city) i Pinellas County, i delstaten Florida, USA. Enligt United States Census Bureau har staden en folkmängd på 17 250 invånare (2011) och en landarea på 13,2 km².